# Juni 2005
| Juni 2005 |
| Månader under 2005: Januari · Februari · Mars · April · Maj · Juni · Juli · Augusti · September · Oktober · November · December ← December 2004 · Januari 2006 → |

## Onsdagen den1 juni2005
- I Nederländerna röstar väljarna nej till Europa-konstitutionen.
- En JAS 39 Gripen havererar i havet vid Utklippan i sydöstra Blekinge.

## Måndagen den6 juni2005
- Bolivias president Carlos Mesa avgår efter demonstrationer i La Paz

## Fredagen den10 juni2005
- Den nya Svinesundsbron invigs av kung Carl XVI Gustaf av Sverige och kung Harald V av Norge.[1]
- Regeringsrätten ger tillstånd till riving av Maglarps nya kyrka.

## Lördagen den11 juni2005
- Den första och enda springtävlingen Svinesundsloppet.
- Tidningen The Independent hävdar att arkeologer funnit Europas äldsta civilisation, med 7000 år gamla byggnader i Tyskland, Slovakien och Österrike, sammanlagt ca 150 byggnader och två tusen år äldre än Stonehenge och Egyptens pyramider.

## Söndagen den12 juni2005
- Annika Sörenstam, Sverige vinner LPGA Championship.[2]

## Måndagen den13 juni2005
- Michael Jackson frias på samtliga punkter från åtalet om övergrepp mot barn.
- Jan Eliasson har blivit vald till president i FN:s Generalförsamling och tillträder i september.

## Torsdagen den16 juni2005
- Svenska Frälsningsarmén blir en del av Svenska Missionskyrkan
- Hultsfredsfestivalens tjugonde upplaga inleds

## Fredagen den 17 juni 2005
- Värmerekord i Indien, 50,3°C uppmättes i Purulia i Västbengalen, 500 personer fick solsting och fördes till sjukhus.

## Lördagen den 18 juni 2005
- Centerpartiet har riksstämma i Stockholm 18-20 juni. Partiet presenterar sig där som förespråkare av federalism.

## Söndagen den19 juni2005
- Bluesartisten Totta Näslund avlider i Göteborg.
- Peter Forsberg och Markus Näslund kommer att spela i NHL när ligan drar igång. De avslöjar nu att de gärna vill spela i samma klubb.

## Tisdagen den21 juni2005
- Edgar Ray Killen, tidigare ledare inom Ku Klux Klan, döms 80 år gammal för dråp på tre medborgarrättsaktivister 1964, som sågs i filmen Mississippi brinner.

## Onsdagen den22 juni2005
- Den polska premiärministern Marek Belka tvingas att avgå.[3]

## Lördagen den 25 juni 2005
- Konservative Mahmoud Ahmadinejad vinner det iranska presidentvalet.[4]

## Söndagen den 26 juni 2005
- Prinsessan Máxima, gift med tronföljaren Willem-Alexander av Nederländerna, nedkommer med en dotter (född kl. 14.40; vikt 3 490 gram, längd 50 cm). Den nya prinsessan är nummer 3 i tronföljdsordningen efter sin far och storasyster, Catharina Amalia, född 7 december 2003.

### Fotnoter
1. ↑  ”Nya Svinesundsbron invigd”. Sveriges kungahus. juni 2005. Arkiverad från originalet den 4 juni 2014. https://web.archive.org/web/20140604061956/http://www.kungahuset.se/kungafamiljen/aktuellahandelser/2005/2005aktuellt/nyasvinesundsbroninvigdkungaparetochkronprinsessanbesoktenorgeden10och11juni.5.1dd8664104bee0ce6e8000756.html. Läst 11 september 2016.
2. ↑  Niclas Johansson (12 juni 2005). ”Annika Sörenstam vann övertygande”. Sportbladet. http://www.aftonbladet.se/sportbladet/article10612021.ab. Läst 11 september 2016.
3. ↑  SVT Arkiverad 30 september 2007 hämtat från the Wayback Machine..
4. ↑  Anna Lindström (25 juni 2005). ”Svenskiranier "förvånad och chockad"”. Dagens nyheter. http://www.dn.se/nyheter/varlden/svenskiranier-forvanad-och-chockad/. Läst 11 september 2016.